# Braterske, Kompaniivka
Braterske (în ucraineană Братерське) este un sat în comuna Cervonoverșka din raionul Kompaniivka, regiunea Kirovohrad, Ucraina.

## Demografie
Componența lingvistică a localității Braterske
     Ucraineană (96,68%)
     Rusă (2,07%)
     Română (1,24%)
Conform recensământului din 2001, majoritatea populației localității Braterske era vorbitoare de ucraineană (96,68%), existând în minoritate și vorbitori de rusă (2,07%) și română (1,24%).